# Phytodietus longicauda
Phytodietus longicauda är en stekelart som först beskrevs av Tohru Uchida 1931.  Phytodietus longicauda ingår i släktet Phytodietus och familjen brokparasitsteklar. Inga underarter finns listade i Catalogue of Life.